# Sitia

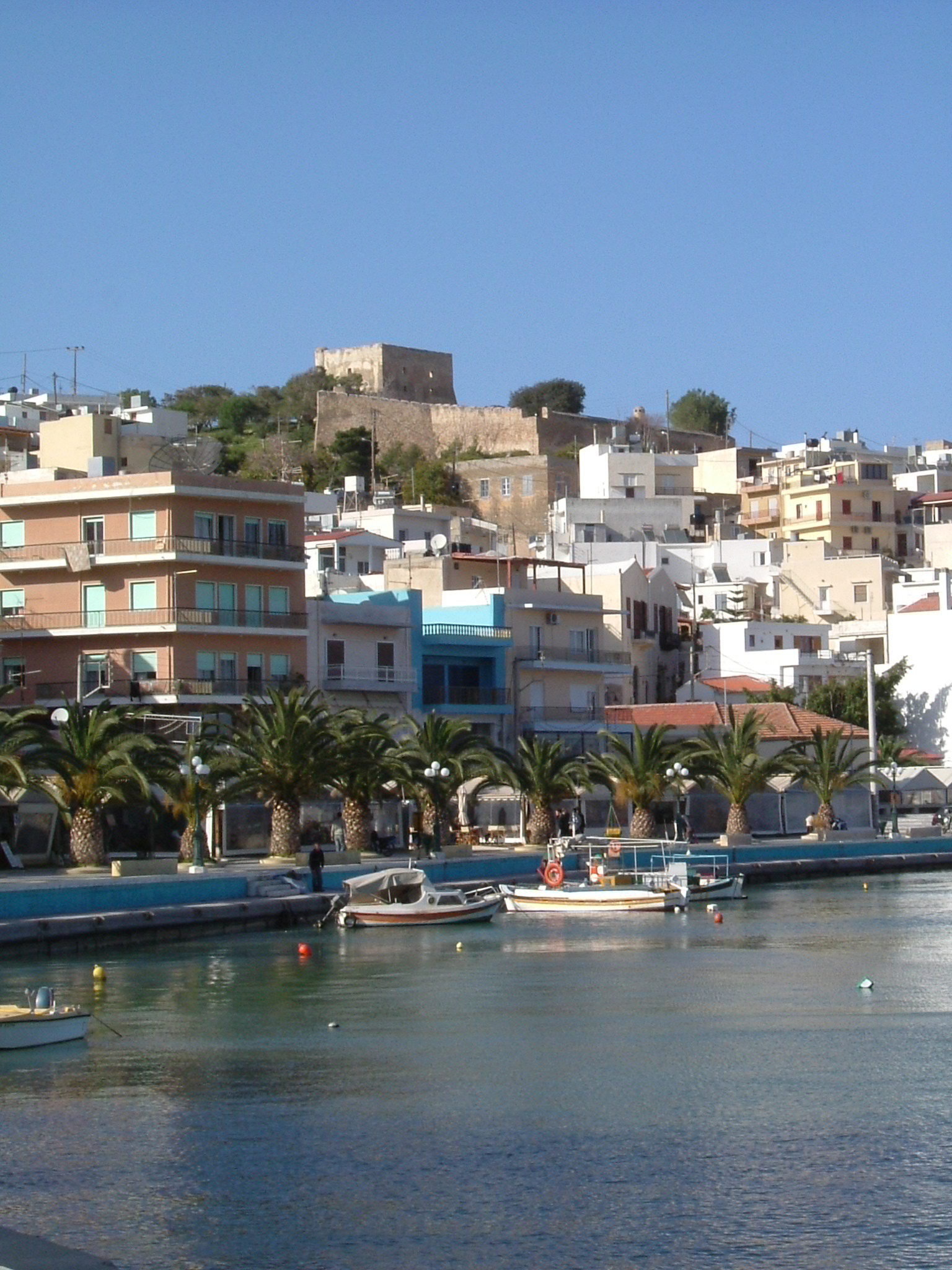
Vista de Sitia amb el castell de Kazarma dalt

Sitia (grec: Σητεία [si'tia], també transliterat Siteia) és una ciutat (aprox. 9.000 habitants) i municipi (aprox. 11.000 habitants) de la Prefectura de Lassithi, a la costa nord-est de l'illa de Creta, a l'est d'Àgios Nikólaos.
La ciutat té el castell venecià de Kazarma (del venecià casa di arma). És el lloc de naixement de Vitsentzos Kornaros, autor del poema "Erotókritos".
A prop hi ha l'aeroport públic de Sitia (codi IATA JSH), el menor dels tres aeroports de l'illa de Creta.
L'actual municipi es va crear amb el pla Kal·likratis per a la fusió dels municipis anteriors d'Itanos, Lefki i Sitia.
El municipi inclou les Illes Dionisíades i els illots Mokhlos i Psira.